# Shimizu Hidehiko
Hidehiko Shimizu (清水 秀彦, sinh ngày 4 tháng 11 năm 1954) là một huấn luyện viên và cựu cầu thủ bóng đá người Nhật Bản.

## Sự nghiệp Huấn luyện viên
Hidehiko Shimizu đã dẫn dắt Yokohama Marinos, Avispa Fukuoka, Kyoto Purple Sanga và Vegalta Sendai.